# 2012年航空
此條目列出2012年發生有關航空運輸的事件。

## 事件

### 4月
- 4月2日：發生烏塔航空120號班機空難，導致機上33人死亡10人受傷。
- 4月20日：發生博雅航空213號班機空難，導致機上127人全部罹難。

### 5月
- 5月8日：江蘇省揚州市揚州泰州國際機場啟用。
- 5月9日：發生薩拉火山蘇霍伊SSJ-100墜機事件，導致機上45人全部罹難。

### 6月
- 6月2日：發生同盟航空111號班機空難，導致地面12人死亡。
- 6月3日：發生丹納航空992號班機空難，導致機上147人全部罹難，地面也有40人死亡。
- 6月10日：發生2012年肯尼亞警用直升機墜毀事件，導致機上6人全部罹難。
- 6月18日：黑龍江省大興安嶺地區加格達奇嘎仙機場啟用。
- 6月21日：發生2012年印度尼西亞空軍福克F27墜毀事件，導致機上7人全部罹難，地面也有4人死亡。
- 6月28日：雲南省昆明市昆明長水國際機場啟用，原有的昆明巫家壩國際機場隨即關閉。
- 6月29日：發生天津航空7554號班機劫機事件，導致至少12人受傷。

### 7月
- 7月16日：馬佐夫舍省華沙華沙莫德林機場啟用。
- 7月28日：四川省成都市成都雙流國際機場2號航站樓啟用。

### 8月
- 8月19日：發生2012年蘇丹安-26運輸機墜毀事件，導致機上32人全部罹難。
- 8月28日：貴州省遵義市遵義新舟機場開放民航。
- 8月30日：發生2012年大鵬航空BN-2空難，導致機上3人全部罹難。

### 9月
- 9月12日：發生2012年堪察加彼得羅巴甫洛夫斯克航空251號班機空難，導致機上10人死亡4人受傷。
- 9月28日：發生西塔航空601號班機空難，導致機上19人全部罹難。

### 10月
- 10月28日：關西國際機場2號客運大樓啟用。

### 12月
- 12月2日：堅江省富國國際機場啟用，原有的富國機場隨即關閉。
- 12月5日：發生2012年南非空軍C-47運輸機墜毀事件，導致機上11人全部罹難。
- 12月13日：廣島縣岩國市岩國錦帶橋機場開放民航使用。
- 12月17日：盧布林省盧布林盧布林機場啟用。
- 12月21日：發生2012年聯合國米-8直升機擊落事件，導致機上4人全部罹難。
- 12月25日：發生2012年哈薩克空軍An-72墜毀事故，導致機上27人全部罹難。
- 12月29日：發生紅翼航空9268號班機空難，導致機上5人死亡3人受傷。